# ワイオミング・バレー
ワイオミング・バレー（英: Wyoming Valley）は、アメリカ合衆国ペンシルベニア州北東部の地域であり、多くの無煙炭炭坑があることで産業革命に貢献したことで知られる、歴史的な工業地帯である。スクラントン・ウィルクスバリ大都市圏と同義であり、アメリカ合衆国の都市圏では人口で第95位である。無煙炭が採掘されることからアンスラサイト・バレーとも呼ばれる。
ワイオミング・バレーは三日月形をした低地であり、リッジ・アンド・バレーすなわち褶曲したアパラチア山脈の中にある。バレーの南部をサスケハナ川が流れており、その南部はこれまでも盛大に採掘されてきた無煙炭の鉱脈があることで知られている。しかし、1959年、ノックス石炭会社の川の下にあった坑道が崩壊したノックス炭坑事故の後は、深部採鉱が衰退した。ワイオミング・バレーの南と東にはポコノ山地がある。

## 大都市統計地域
ヘイズルトン市を加えてスクラントン・ウィルクスバリ・ヘイズルトン大都市圏とも呼ばれるこの都市圏には、ペンシルベニア州のラッカワナ郡、ルザーン郡、ワイオミング郡の3郡が入っている。TrueKnowledge.comによる2011年の総人口は563,936 人だった。ワイオミング・バレーに隣接する郡としては、南東のモンロー郡、北東のサスケハナ郡、東のウェイン郡、西のコロンビア郡、北西のブラッドフォード郡、南のカーボン郡、西のサリバン郡、南東のスクーカル郡がある。
アメリカ合衆国の人口50万人以上の大都市圏としては、非ヒスパニック系白人の構成比が96.2%と最高である。
1950年に大都市圏が最初に定義されたとき、スクラントンとウィルクスバリはそれぞれ別の大都市圏となっていた。ラッカワナ郡がスクラントン大都市圏とされ、ルザーン郡がウィルクスバリ・ヘイズルトン大都市圏とされていた。1970年の国勢調査後にこの2つの大都市圏が合成され、モンロー郡を加えペンシルベニア州北東大都市圏と定義された。1980年国勢調査後にスクラントン・ウィルクスバリ大都市圏と改名され、コロンビア郡とワイオミング郡が付加された。さらに2000年国勢調査後にコロンビア郡が外され、ヘイズルトンは主要都市の位置づけを外された。

## 歴史
「ワイオミング」という名称は「小さな川のある丘で」を意味するマンシー語の「xwé:wamənk」から来ている。
1635年のイエズス会物語に拠れば、ワイオミング・バレーにはスカヘントアホノン族インディアンが住んでいた。当時はスカヘントワネン・バレーと呼ばれていた。1744年頃には、レナペ族、モヒカン族、ショーニー族などのインディアンが住んでいた。1740年代から1760年代、この地域に住むインディアンに対してモラヴィア教会の伝道が行われていた。キリスト教に改宗したインディアンのための開拓地を構想していた。しかしフレンチ・インディアン戦争のために、「インディアンへの使徒」モラヴィア教会のデイビッド・ザイスバーガーと共にインディアンが追い払われた。
ペンシルベニアとコネチカットとの間に領土紛争があった。イングランド王チャールズ2世が1662年にコネチカット植民地にたいして土地を払下げ、1681年にはウィリアム・ペンにも渡した。これがペナマイト戦争と呼ばれる軍事的な争いになった。コネチカットからのヤンキー開拓者が1769年にウィルクスバリの町を設立したとき、ペンシルベニア人（ペナマイト）の武装した集団が1769年から1770年、さらに1775年に彼らを排除しようとして失敗した。
アメリカ独立戦争の1778年7月3日、ワイオミング・バレーでワイオミングの戦いが起こり、ロイヤリストとその同盟イロコイ族インディアンのために、300人以上の独立推進派が殺された（ワイオミングの虐殺とも呼ばれる）。この事件は、スコットランドの詩人トマス・キャンベルが、1809年の物語詩『ワイオミングのガートルード』で叙述して著名になった。当時インディアンの攻撃はジョセフ・ブラントが率いたと広く信じられており、キャンベルの詩の中でもその残虐さ故に「怪物ブラント」と表現されている。しかし後に、ブラントは戦闘の場に居なかったことが分かった。この詩に対して人気が出たために、ワイオミング州はこのバレーの名を貰うことになった可能性がある。
ニューヨーク州西部のワイオミング郡にも、知名度は劣るがワイオミング・バレーがある。オートカ・クリークの流域がワイオミング・バレーと呼ばれ、そこにはワイオミングとウォーソーの村がある。

## 交通
ワイオミング・バレーにある空港としては、ウィルクスバリ/スクラントン国際空港（アボカ・ボロ）とウィルクスバリ・ワイオミング・バレー空港（フォーティフォート）がある。

## スポーツ
ワイオミング・バレーを本拠地にするプロスポーツ・チームとしては、次のものがある。
- スクラントン・ウィルクスバリ・レイルライダース、野球、AAAクラスインターナショナルリーグ、ニューヨーク・ヤンキース傘下
- ウィルクスバリ・スクラントン・ペンギンズ、アイスホッケー、アメリカン・ホッケー・リーグ
- ウィルクスバリ・スクラントン・シャムロックス、ラクロス
- スクラントン・ウィルクスバリ・スティーマーズ、バスケットボール、プレミア・バスケットボール・リーグ

## 見どころ
ワイオミング・バレーの見どころとしては次のものがある。
- モヒガン・サン・アリーナ・アット・ケイシープラザ、ウィルクスバリ
- ポコノ・レースウェイ、ロングポンド
- PNCフィールド、野球場、ムージック、スクラントン・ウィルクスバリ・レイルライダースの本拠地
- モヒガン・サン・カジノ、プレーンズ
- トヨタ・パビリオン、スクラントン
- ワイオミング・バレー・モール、ウィルクスバリ
- ショッパーズ・アット・モンテージ、ムージック
- スティームタウン・モール、スクラントン
- ビューモント・モール、スクラントン/ディクソンシティ
- モンテージ山ウォーターパーク/スキー・リゾート、スクラントン